# Hamurabi I
Hamurabi I (r. ca. 1764 - ca. 1 750 a.C. pela cronologia média) é o terceiro rei atestado de Iamade (Halabe). Sucedeu seu pai Iarinlim I no trono e desfrutou do apogeu de seu reino de modo que foi considerado como um dos maiores reis de sua era.

## Vida
Hamurabi nasceu em data desconhecido, filho do rei alepano Iarinlim I e sua esposa, a rainha Gásera. Como um príncipe coroado, foi assistindo pelo secretário privado Sim-Abusu e é conhecido através dos tabletes de Mari. Quando Hamurabi assumiu o trono em 1 764 a.C. (segundo a cronologia média), o reino de Iamade que seu pai havia lhe legado estava no ápice de seu poder devido às alianças feitas com Hamurabi da Babilônia e Ibalpiel II de Echnuna e a supressão da ameaça vinda de Catna, e Hamurabi esteve entre os reis mais fortes de sua era.
No começo de seu reinado, Hamurabi I enviou tropas para auxiliar o rei babilônico Hamurabi contra Siuepalarupaque do Elão que havia invadido a Babilônia. Nessa ocasião, Amutepiel de Catna tentou formar uma aliança com o rei elamita, mas Zinrilim de Mari alertou Hamurabi I e os emissários elamitas foram capturados nas fronteiras quando tentavam retornar ao Elam. Após derrotar o Elam, Hamurabi I enviou para Hamurabi da Babilônia tropas para ajudá-lo contra Larsa, e o Reino de Iamade por esta época aparentemente estava com o mesmo estatuto da Babilônia como evidenciado pelo tratamento dos emissários iamaditas por Hamurabi da Babilônia, o que gerou uma reclamação dos delegados de Mari.

Iamade e Estados vassalos pelo tempo da morte de Hamurabi I. Á época seus vizinhos eram o Império Paleobabilônico de Hamurabi (verde) e o Reino de Catna (castanho)

Devido ao fato de Zinrilim ter se tornado rei com ajuda de Iamade, Mari foi um Estado semi-cliente dos iamaditas, e nas correspondências entre Zinrilim e Iarinlim I, o rei de Mari chama o rei iamadita de seu pai. Esta situação, por sua vez, ajudou o comércio de Iamade, pois Mari localizava-se entre a Babilônia e Halabe (atual Alepo), e m certa ocasião, Hamurabi I enviou um exército de 10 000 soldados para auxiliar Zinrilim. O senhorio de Iamade sobre Mari era tão forte que o rei de Ugarite solicitou a Hamurabi I que intermediasse com Zinrilim para permiti-lo visitar o famoso Palácio de Mari.
A aliança político-militar com a Babilônia terminaria quando Hamurabi invadiu Mari e destruiu-a em ca. 1 761 a.C.. Apesar disso, as relações econômicas continuaram, pois a Babilônia não avançou no interior do território iamadita, mas a invasão de Mari teve um impacto negativo no comércio entre ambos os reinos, uma vez que Mari se encarregava de proteger as caravanas que cruzavam as estradas entre a Síria e a Babilônia.
Mais tarde em seu reinado, Hamurabi I conquistou a cidade síria de Carquemis e cedeu para seu filho Iarinlim a cidade de Irridu. Hamurabi I morreu ca. 1 750 a.C. e foi sucedido por seu filho Abael I, enquanto outro filho seu chamado Nacusse aparece nos tabletes de Alalaque retendo alta posição na corte dessa cidade.